# Randy Brown
Randy Brown (ur. 22 maja 1968 w Chicago) – amerykański koszykarz, obrońca, trzykrotny mistrz NBA z Chicago Bulls, trener oraz działacz koszykarski.
W latach 2007–2009 był asystentem trenera Sacramento Kings.
W 2009 ogłosił bankructwo, po czym wystawił na aukcję kolekcję swoich mistrzowskich pierścieni. Podczas występów w NBA, jako zawodnik, zarobił przeszło 15 milionów dolarów.
W listopadzie 2009 został zatrudniony przez klub Chicago Bulls na stanowisko dyrektora do spraw rozwoju zawodników. Cztery lata później awansował na asystenta generalnego menedżera zespołu.
W 1996 wystąpił w filmie Eddie.

## Osiągnięcia
NBA
- 3–krotny mistrz NBA (1996–1998)[6]
- Zwycięzca turnieju Mcdonald's Open Championships w Paryżu (1997)[7]